# Eurytetranychus fengchengensis
Eurytetranychus fengchengensis es una especie de arácnido del género Eurytetranychus de la familia Tetranychidae del orden Prostigmata.

## Historia
Fue descrita científicamente por primera vez por Ma y Yuan en 1981.